# Miao Chengshuo
Pour les articles homonymes, voir Miao.
Dans ce nom chinois, le nom de famille, Miao, précède le nom personnel.
Miao Chengshuo, né le 23 août 2000 à Qingdao, est un coureur cycliste chinois.

## Biographie
En 2019, Miao Chengshuo intègre l'équipe continentale Hengxiang. Avec cette formation, il se distingue au niveau continental en terminant quatrième d'une étape du Tour de Fuzhou. L'année suivante, il se classe quatrième du championnat de Chine sur route. Il intègre ensuite la nouvelle structure Shandong Green Orange en 2023. 
En juin 2024, il est sacré champion de Chine du contre-la-montre.

## Palmarès et résultats

### Par année
- 2023
  - 2e du championnat de Chine du contre-la-montre
- 2024
  -  Champion de Chine du contre-la-montre
- 2025
  -  Champion de Chine sur route
  - 3e du championnat de Chine du contre-la-montre

### Classements mondiaux
| Année         | 2020 |
| ------------- | ---- |
| UCI Asia Tour | 78e  |